# 長野県工業技術総合センター
長野県工業技術総合センター（ながのけんこうぎょうぎじゅつそうごうせんたー）とは、長野県が設置する公設試験研究機関である。主な業務は、職員による分析評価（依頼試験）や 設備の利用、職員による現地相談、 外部専門家による現地相談、共同研究や委託研究、研究員派遣技術開発支援事業などである。

## 組織構成
長野市（材料技術・技術連携・総務部門、食品技術部門)、松本市(環境・情報技術部門)、岡谷市(精密・電子・航空技術部門)の4か所に所在。

### 材料技術・技術連携・総務部門

#### 所在地
- 長野県長野市若里1-18-1

### 食品技術部門

#### 所在地
- 長野県長野市栗田205-1

### 環境・情報技術部門

#### 所在地
- 長野県松本市野溝西1-7-7

### 精密・電子・航空技術部門

#### 所在地
- 長野県岡谷市長地片間町1-3-1

## 保有機器について
利用可能な機器は、長野県工業技術総合センターの保有設備ページで検索することができる。利用料金は、条例に基づく利用料金　区分一覧で検索することができる。